# アニジー
アニジー（仏: Anisy）は、フランスのノルマンディー地域圏、カルヴァドス県に属するコミューン。2007年の時点で665人が暮らしており、住民はアニジアン（Anisiens）と呼ばれる。
紋章には散らばるセーブルに黒いライオンが描かれている。舌は赤色になっている。

## 地理
県都カーンの北に位置し、カーン中心街から地方道7号線で10kmほどのところにある。主に農業から成り立っているが、近年はカーンのベッドタウンとして発展している。田園地帯に家屋がきれいにまとまっている。北でアンゲルニーと、東でマチューと、南東でカンブ＝アン＝プレンヌと、南西でヴィヨン＝レ＝ビュイッソンと、西でタオンやケロンと、北西でコロンビー＝シュル＝タオンとそれぞれ接する。

## 歴史
11世紀にアニジー家によって設立された。ノルマンディー上陸作戦の1944年6月6日に解放された。

## 行政
近年の首長
| 在任期間  | 在任期間  | 氏名                                   | 所属   | 備考           |
| 就任      | 退任      | 氏名                                   | 所属   | 備考           |
| --------- | --------- | -------------------------------------- | ------ | -------------- |
| ?         | 1995年6月 | ミシェル・ルパルキエ Michel Leparquier | -      | -              |
| 1995年6月 | 2001年3月 | ダニエル・アルマン Daniel Armand       | -      | 電気通信技術者 |
| 2001年3月 | 現職      | モーリス・ランベール Maurice Lambert   | 無所属 | 元農夫         |

## 人口の推移
出典
| 1962年 | 1968年 | 1975年 | 1982年 | 1990年 | 1999年 | 2006年 | 2007年 |
| ------ | ------ | ------ | ------ | ------ | ------ | ------ | ------ |
| 274    | 290    | 318    | 388    | 520    | 633    | 652    | 665    |

## 観光スポット
- 12世紀と13世紀に建てられた聖ピエール教会。1927年1月24日に歴史的建造物に指定された

## ゆかりの人物
- マドレーヌ・バルビュレ - 女優。1910年9月2日にナンシーで生まれ、2001年1月1日にパリで没した。アニジーの墓地に埋葬された

## ギャラリー

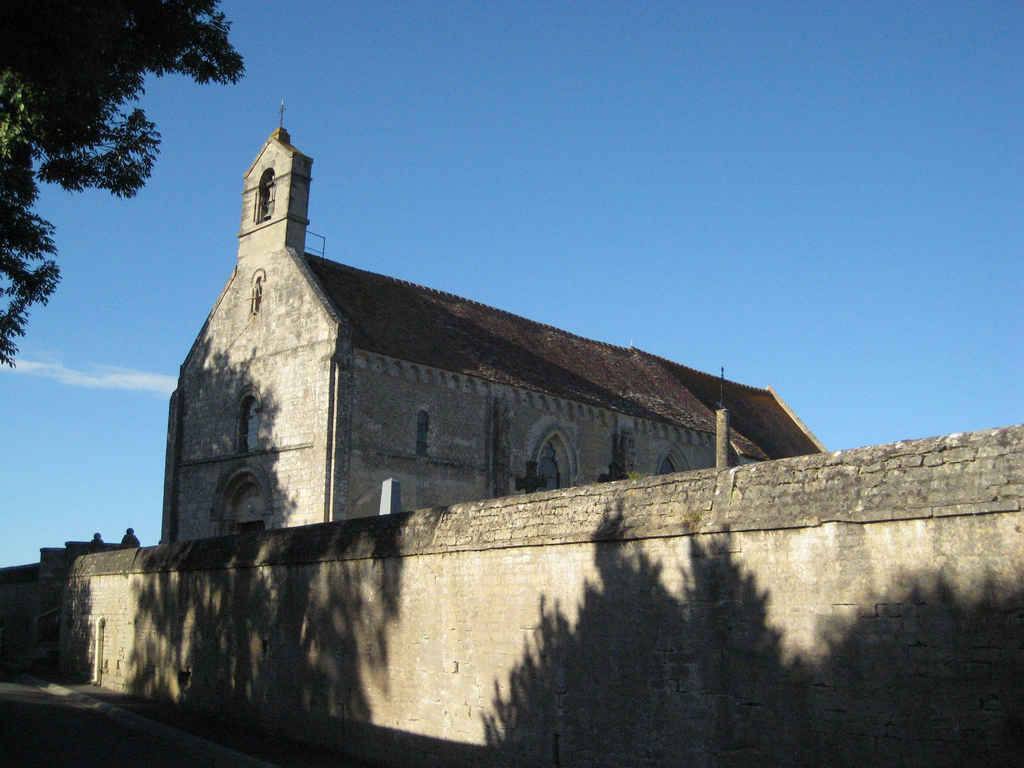
聖ピエール教会
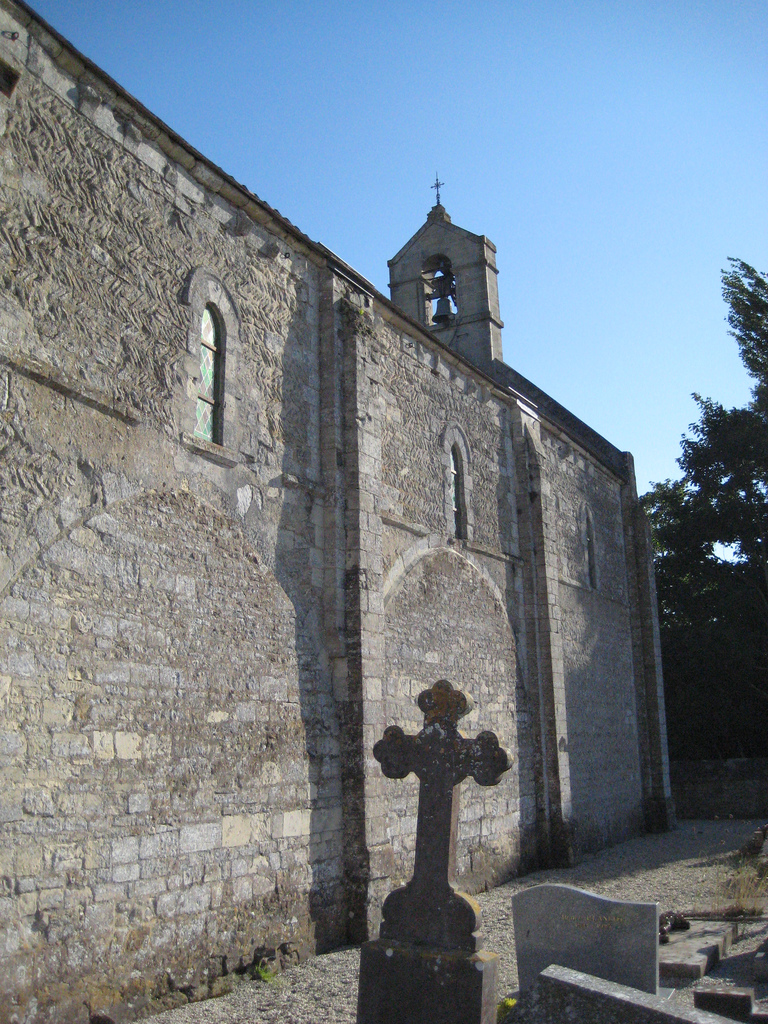
聖ピエール教会の北面
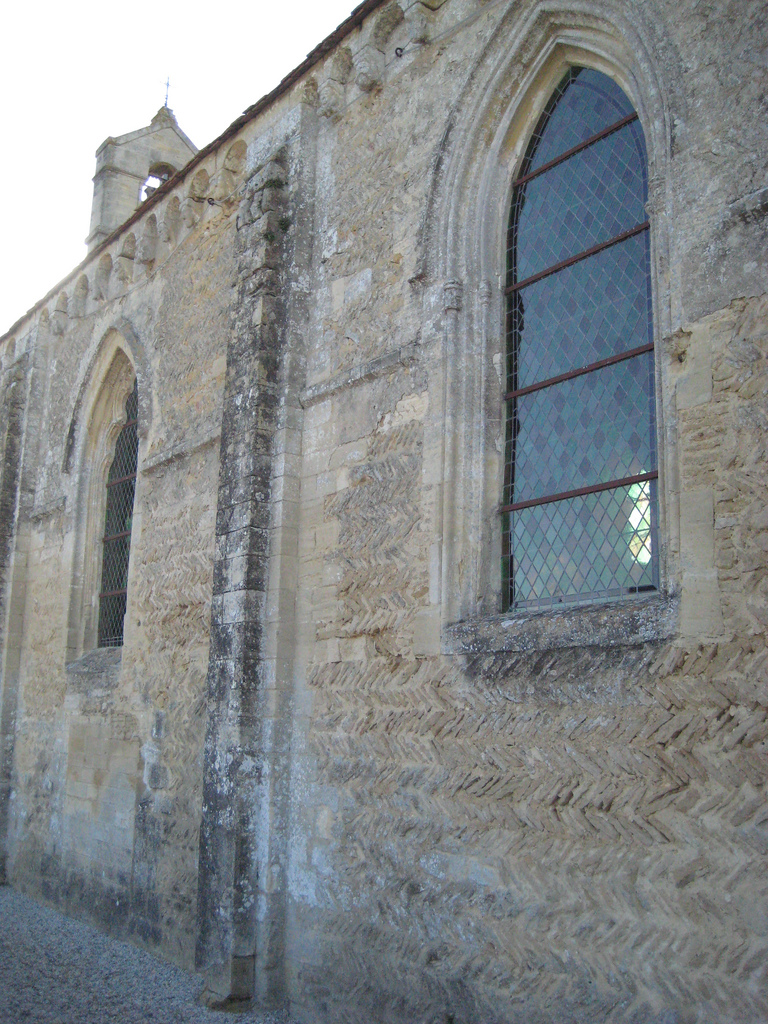
聖ピエール教会の南面